# Bindvliesontsteking

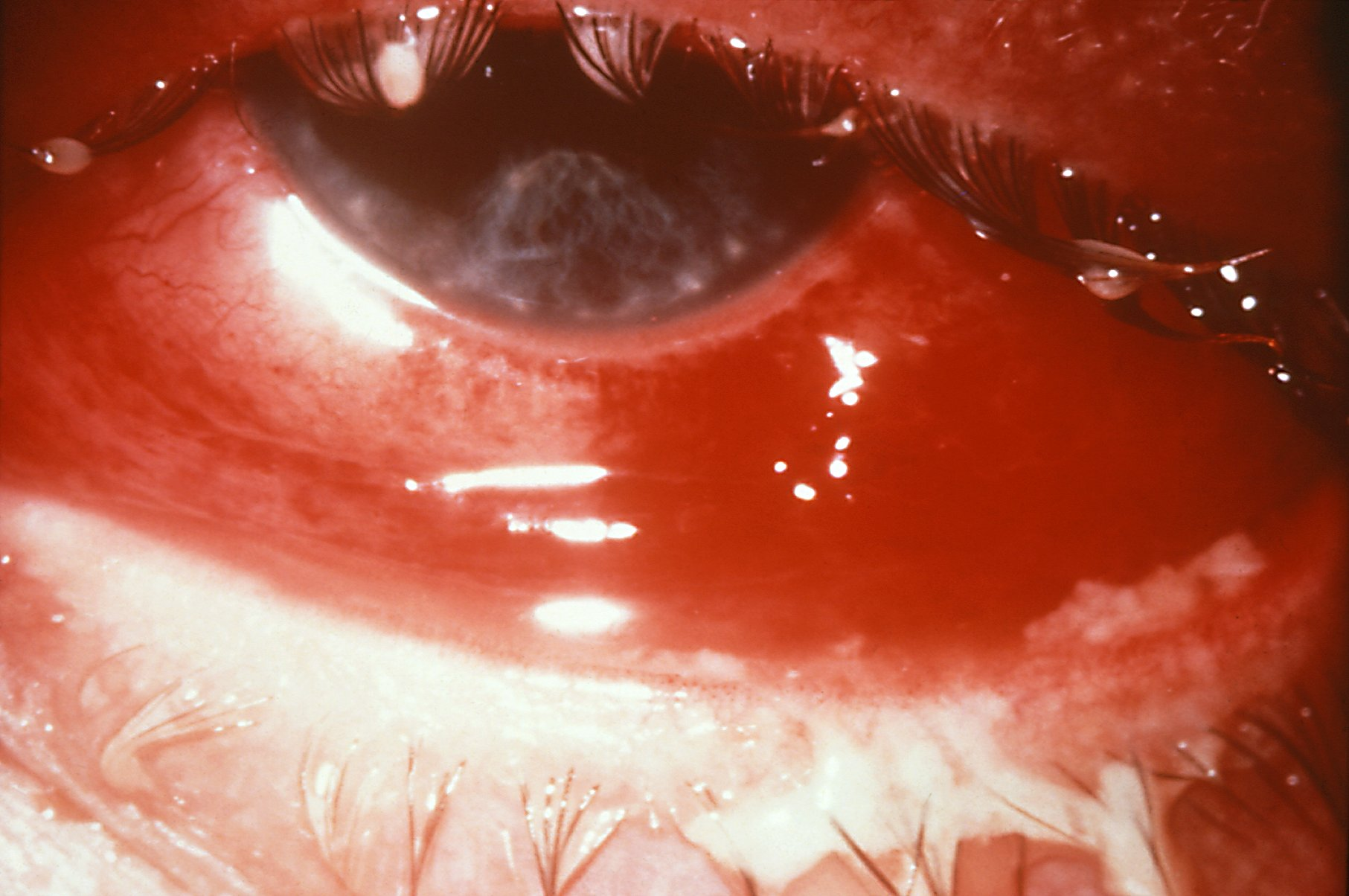
Bacteriële Bindvliesontsteking door Neisseria gonorrhea

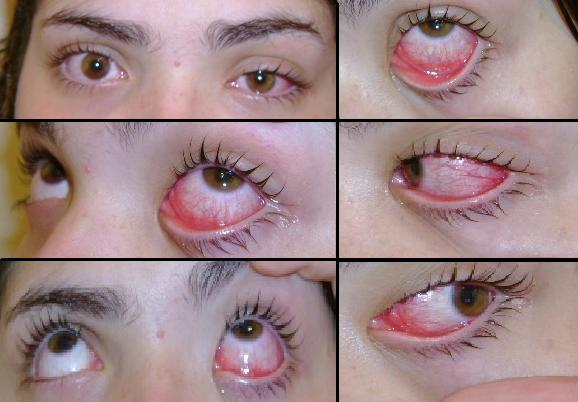
Oog met bindvliesontsteking

Bindvliesontsteking of conjunctivitis is een ontsteking van het bindvlies dat de buitenkant van het oogwit en de binnenkant van de oogleden bekleedt. Dit kan ruwweg door drie groepen oorzaken ontstaan:
- allergisch, als reactie op een stof waarvoor de lijder overgevoelig is, vaak stuifmeel van planten (pollen) of haren of huidschilfers van hond of kat. Hiertegen bestaan hooikoortsmedicijnen. Hierbij treedt vooral jeuk, roodheid, en overvloedig tranen op, meestal ook met symptomen van de neus zoals niezen en veel dun snot.
- bacterieel; deze vorm kenmerkt zich in het algemeen door meer pus en pijn en is te behandelen met oogzalf met het juiste antibioticum, bij voorkeur chlooramfenicol of fluorchinolon of in speciale gevallen fusidinezuur (tegen deze laatste zijn veel stammen inmiddels resistent).
- viraal; deze vorm geeft meestal alleen een vervelend gevoel en roodheid; pus en afscheiding staan hierbij minder op de voorgrond. Behandeling is in het algemeen niet mogelijk en de ziekte gaat na een paar dagen tot weken vanzelf over.
- tekort aan vitamine B2 (riboflavine)

In ontwikkelingslanden komt nog wel trachoom voor, een chronische ontsteking die wordt veroorzaakt door chlamydia trachomatis, en door verlittekening een belangrijke oorzaak van vermijdbare blindheid.
Conjunctivitis kan samen gaan met de ontsteking van andere weefsels van het oog. In dat laatste geval is er vaak ook sprake van pijn, verminderd gezichtsvermogen of lichtschuwheid. Bij zulke uitgebreide ontstekingen is het belangrijk snel een arts te raadplegen.
Conjunctivitis kan ook een symptoom zijn van een andere aandoening, bijvoorbeeld de ziekte van Reiter, of samen gaan met blefaritis, een ontsteking van de ooglidrand.
Mogelijke oorzaken zijn contactlenzen en vuile filters van airconditioningsystemen.
Virale en bacteriële conjunctivitis zijn meestal erg besmettelijk en lijders en behandelaars dienen goed hun handen te wassen om verspreiding binnen gezin en school te voorkomen.
Conjunctivitis kan ook bij huisdieren voorkomen.